# Australie aux Jeux olympiques de 1920
L'Australie participe aux Jeux olympiques d'été de 1920 à Anvers en Belgique. Treize athlètes australiens, douze hommes et une femme, y ont obtenu trois médailles : deux d'argent et une de bronze.

## Notes et références

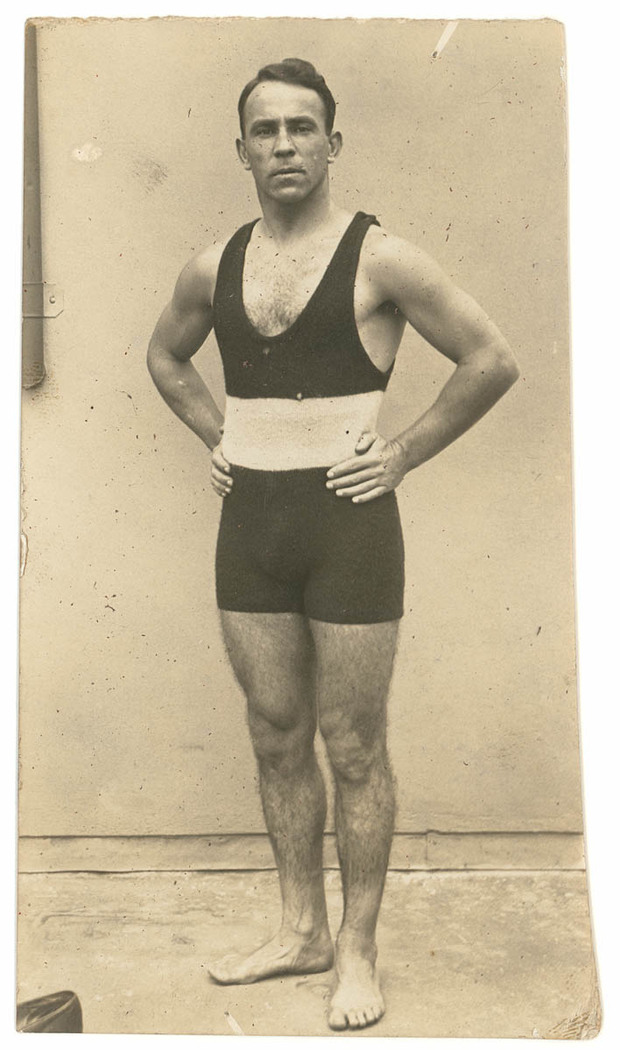
Frank Beaurepaire médaillé de bronze sur 1500 m nage libre et médaillé d’argent sur relais sur nage libre.

## Médailles
| Médaille | Discipline | Épreuve                        | Athlète                                                 |
| -------- | ---------- | ------------------------------ | ------------------------------------------------------- |
| Argent   | Athlétisme | 3 000 mètres marche            | George Parker                                           |
| Argent   | Natation   | 4 × 200 m nage libre hommes    | Frank Beaurepaire Harry Hay William Herald Ivan Stedman |
| Bronze   | Natation   | 1 500 mètres nage libre hommes | Frank Beaurepaire                                       |